# Bohuslav Kolowrat Krakowský Liebsteinský
Bohuslav hrabě Kolowrat Krakowský Liebsteinský, též Kolovrat Krakovský-Liebsteinský nebo Kolowrat-Krakowský-Liebsteinský (celým jménem Maria Bohuslav Karel Zdenko, 11. října 1876 zámek Rychnov nad Kněžnou – 26. srpna 1934 Praha-Nové Město) byl český šlechtic z rodu Kolowratů-Krakowských-Liebsteinských, velkostatkář a hudební skladatel a mecenáš, c. k. komorník, politik, důstojník a vlastenec. 

## Život
Pocházel z mladší (rychnovské) linie Kolowrat-Krakowských. Narodil se jako syn literáta Zdeňka Kolowrata-Krakowského (1836–1892) a jeho manželky Olgy z Khevenhüller-Metsch (1850–1932). Jeho mladší bratři Hanuš (1879–1955) a Zdeněk (1881–1941) byli majiteli statku Rychnov nad Kněžnou. Kromě nich měl ještě osm sourozenců, z nichž někteří zemřeli v Chile.
V roce 1894 dokončil studium na gymnáziu v Rychnově jako privatista a v roce 1899 absolvoval studium práv na Univerzitě Karlově. Byl nadporučíkem husarského pluku č. 9.
Byl činný mj. také jako hudební skladatel a český vlastenec. Kromě toho byl dědičným členem Panské sněmovny, c. k. komořím a důstojníkem a stál u zrodu Matice české, Musea Království českého, Hlaholu, Mánesa atd.
Bohuslav Kolowrat-Krakowský-Liebsteinský zemřel 26. srpna 1934 ve Všeobecné  nemocnici na Novém Městě v Praze. Pohřben byl 30. srpna 1934 v rodové hrobce v kostele Nejsvětější Trojice v Rychnově nad Kněžnou.

## Majetek

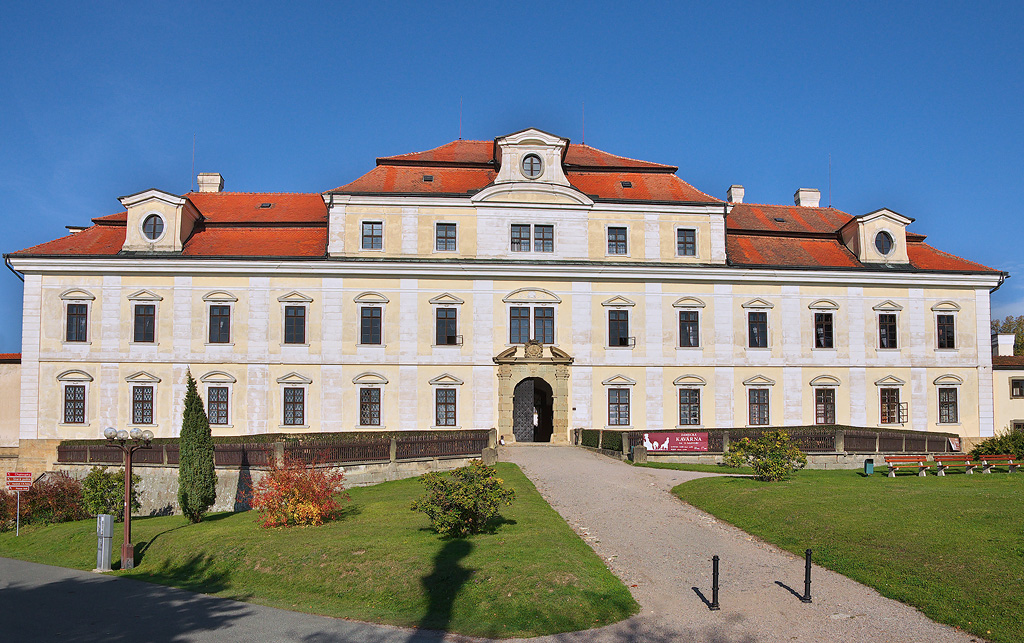
Zámek Rychnov nad Kněžnou

Byl majitelem velkostatků v Rychnově nad Kněžnou a Černíkovicích, které zdědil po otci.

## Rodina
V Praze se Praha 8. srpna 1927 se oženil s Antonií hraběnkou z Khevenhüller-Metsch (6. 4. 1897 Vídeň – 22. 4. 1986 Coihayque, Chile). Manželka byla dámou Řádu hvězdového kříže. Manželství zůstalo bezdětné. Ovdovělá Antonie se v roce 1939 podruhé provdala za jeho mladšího bratra Viléma Jaroslava.

## Tituly a ocenění
Získal zlatý Záslužný kříž s korunou, dále titul čestného rytíře suverénního maltézského řádu a rytíře papežského Řádu sv. Silvestra.